# Луиджи Бацани
Луиджи Бацани (на италиански: Luigi Bazzani) е италиански художник, илюстратор, акварелист. Наричан е също Бацането (il Bazzanetto), за да го отличат от сценографа Алесандро Бацани, наричан Бацаноне (il Bazzanone).

## Биография
Роден е в Болоня на 8 ноември 1836 г. Учи в болонската Accademia di Belle Arti. Пътува до Франция, Германия и най-накрая до Рим, където се установява да живее през 1861 г.
В Рим той се изявява като сценограф и асоцииран художник към театри, без реално ограничение на категорията. Участва в създаването на завеси, сътрудничи в първото представление в Италия на Forza del destino на Верди (1863 г.), в Lohengrin (1878, първата работа на Вагнер в Рим) и много други.
След 1881 г. се посвещава преди всичко на рисуването и преподаването. Любима тема за него са градските пейзажи и останките на римските забележителности от класическата античност. Преподава в общинските училища и в римския Istituto di Belle Arte (от 1892 до 1896 г.) – перспективен и театрален дизайн, а също и в Академията на Сан Лука. Член е на академиите за изящни изкуства в Болоня и Перуджа. Излага и в големи европейски градове като Виена, Париж, Мюнхен, Берлин.
Вдъхновен от това, което вижда да се появява на бял свят при разкопките в Помпей, той прекарва над 30 години от живота си (главно 1880 – 1910), документирайки руините на древния град, изобразявайки ги на скици, рисунки, маслени картини, но най-вече акварели. Експериментира с техниките на архитектурния релеф, аспект дотогава малко известен, но от голям интерес за археологическите проучвания. Вниманието му към детайла се е оценява от учените, работещи на мястото. Негова серия от четиринадесет илюстрации е включена в публикация на водещия изследовател на Помпей Амадео Маюри.
По негово време разкриваните храмове, домове, интериори са били все още с живите, оригинални бои. Акварелите на Луиджи Бацани са с изящни приглушени цветове; той използва изобилно помпейско червения цвят. Пресъздавайки с голямо техническо умение и внимание към детайла сгради и стенописи, които по-късно са сериозно повредени или изчезнали, работата на Луиджи Бацани е ценен ресурс и за съвременните учени.
Луиджи Бацани умира на 2 февруари 1927 г. в Рим.
- Stylobate sur le mur de la salle de bain d'une domus privée, à Pompéi, aquarelle, 8 Juin 1882
- Domus du Mariage d'Argent, à Pompéi, aquarelle, 1895
- Les Bains à Pompéi, aquarelle, 1902
- Fresque à Pompéi, sur fond jaune et avec médaillons muraux, aquarelle, Victoria and Albert Museum
- Fontaine dans la domus de C. Virnius Modestus (IX,7,16) à Pompéi, aquarelle, Musée archéologique national de Naples
- Atrium in Pompeii, oil on panel, 1882, Dahesh Museum of Art